# Joachim Anthonisz Wtewael

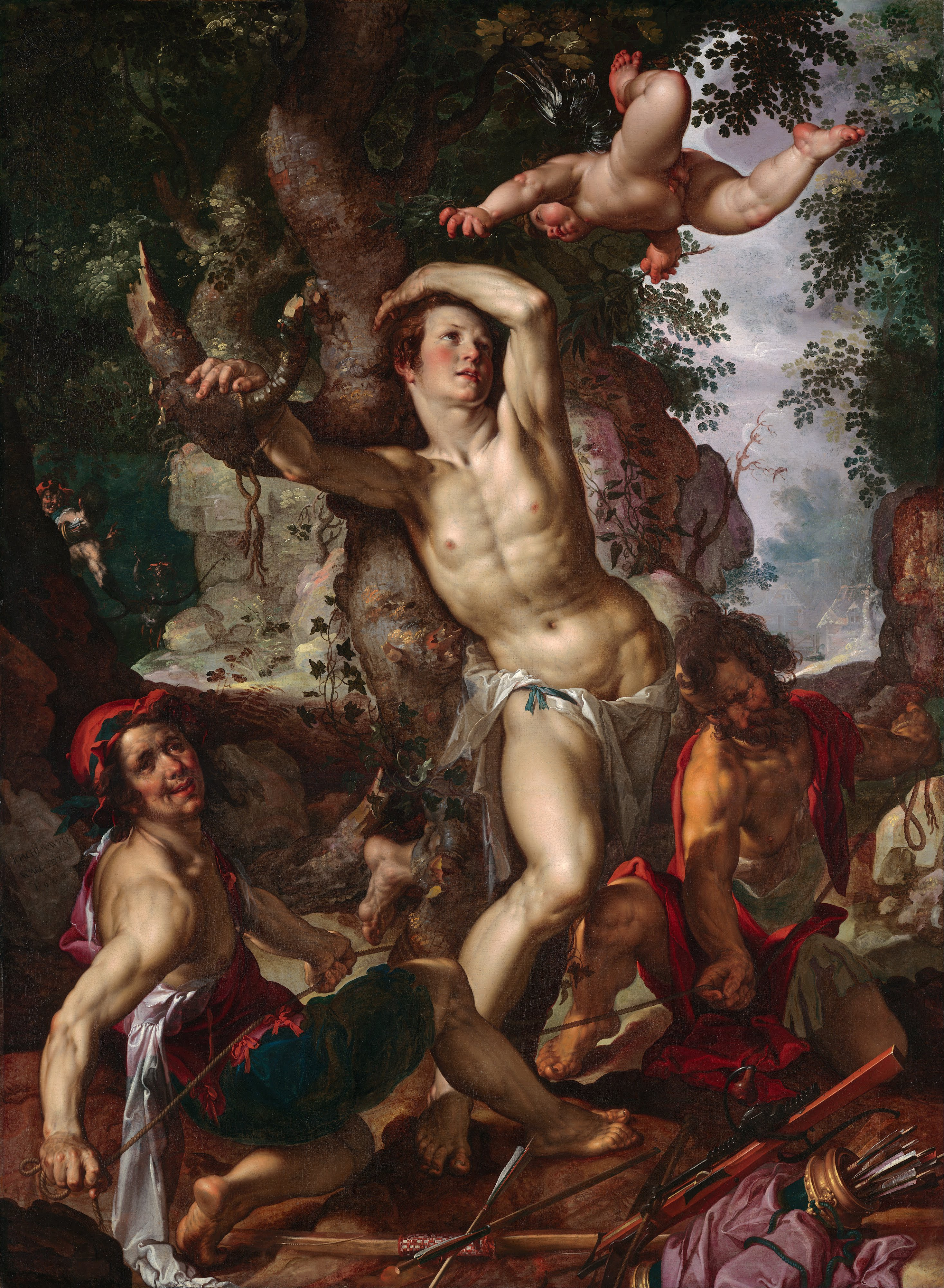
Martirio di san Sebastiano, Nelson-Atkins Museum of Art, Kansas City

Joachim Anthonisz Wtewael (Utrecht, 1566 circa – Utrecht, 1º agosto 1638) è stato un pittore e incisore olandese.

## Biografia
Ebbe il primo apprendistato presso la bottega del padre Anthonis Wtewael, in cui si dipingevano vetrate, e presso Joost de Beer. Visitò la Francia e l'Italia nel corso di circa quattro anni e nel 1592 fu maestro nella gilda Zadelaar di Utrecht. Predilesse la pittura di genere, i soggetti storici e i ritratti. Assieme a Abraham Bloemaert fu il principale esponente del tardo manierismo a Utrecht, dimostrando di saper assimilare spunti ad ampio raggio: dalla scuola di Haarlem (in particolare Goltzius), da Bartholomeus Spranger e dai manieristi dell'Italia centrale. 

Fu suo allievo il figlio Peter Wtewael.
Oltre che pittore si occupò con successo di commercio, in particolare di lino e altri tessuti.